# Anilios tovelli
Espèce
Synonymes
- Typhlops tovelli Loveridge, 1945
- Ramphotyphlops tovelli (Loveridge, 1945)
- Austrotyphlops tovelli (Loveridge, 1945)

Anilios tovelli est une espèce de serpents de la famille des Typhlopidae. 

## Répartition
Cette espèce est endémique du Territoire du Nord en Australie.

## Description
L'holotype d'Anilios tovelli mesure 122 mm dont 3,5 mm pour la queue et dont le diamètre au milieu du corps est d'environ 3 mm. Cette espèce a le dos brun et la face ventrale blanche.

## Étymologie
Cette espèce est nommée en l'honneur de Gunner T. R. Tovell, des forces armées australienne qui a collecté l'holotype.

## Publication originale
- Loveridge, 1945 : A new blind snake (Typhlops tovelli) from Darwin, Australia. Proceedings of the Biological Society of Washington, vol. 58, no 3, p. 111-112 (texte intégral).